# Killenaule
Killenaule (iriska: Cill Náile) är en ort i republiken Irland.   Den ligger i grevskapet South Tipperary och provinsen Munster, i den centrala delen av landet, 130 km sydväst om huvudstaden Dublin. Killenaule ligger 164 meter över havet och antalet invånare är 713.
Terrängen runt Killenaule är platt.Runt Killenaule är det ganska glesbefolkat, med 28 invånare per kvadratkilometer. Närmaste större samhälle är Thurles, 15,4 km nordväst om Killenaule. Trakten runt Killenaule består i huvudsak av gräsmarker.